# Кавун (рід)
Кавун (Citrullus) — рід квіткових рослин родини гарбузові (Cucurbitaceae). Представники роду в дикому виді ростуть в Африці, Західній і Південній Азії.

## Класифікація
- Citrullus caffer Schrad.
- Кавун колоцинт (Citrullus colocynthis (L.) Schrad.)
- Citrullus ecirrhosus Cogn.
- Кавун звичайний (Citrullus lanatus (Thunb.) Matsum. & Nakai)
- Citrullus mucosospermus (Fursa) Fursa
- Citrullus naudinianus (Sond.) Hook.f.
- Citrullus rehmii De Winter